# Йоанис Сифакис
Йоа̀нис Георгѝу Сифа̀кис (на гръцки: Ιωάννης Γεωργίου Σηφάκης) е гръцки политик от Коалицията на радикалната левица (СИРИЗА), депутат в Гръцкия парламент от януари 2015 година.

## Биография
Роден е на 17 април 1962 година в Митилини на Лесбос, Гърция. Завършва Атинския национален технически университет. Занимава се с хидроелектрически проекти.
Сифакис е член на Комунистическата партия на Гърция, а по-късно от създаването ѝ Коалицията на левицата, движенията и екологията. До януари 2015 година е член на комитета на СИРИЗА за Пела във Воден, както и на областния комитет на партията за Централна Македония. В 2014 година е кандидат за кмет на дем Мъглен и е избран за общински съветник.
Избран е от СИРИЗА за депутат от избирателен район Пела на изборите през януари и септември 2015 година.